# Meisterwerk 1
 (mars 2020).
Albums de My Dying Bride
The Light at the End of the World
(1999) The Dreadful Hours
(2001)
Meisterwerk 1 est une compilation du groupe de doom metal britannique My Dying Bride, sortie en novembre 2000 sur le label Peaceville Records.
Cette compilation présente à la fois des pistes d'album et des enregistrements rares. Son album compagnon — Meisterwerk 2 — sort l'année suivante.
Meisterwerk 1 est le deuxième des quatre albums de compilation de My Dying Bride, après Trinity (en) en 1995 et suivi de Meisterwerk 2 plus tard la même année et de Anti-Diluvian Chronicles (en) en 2005.

## Meisterwerk 1
Toutes les chansons sont écrites et composées par My Dying Bride.
| 1.    | Symphonaire infernus et spera empyrium (demo version) | Towards the Sinister              | 8:55  |
| 2.    | The Crown of Sympathy                                 | Turn Loose the Swans              | 12:12 |
| 3.    | The Grief of Age (demo version)                       | Towards the Sinister              | 4:10  |
| 4.    | A Kiss to Remember                                    | Like Gods of the Sun              | 7:32  |
| 5.    | Grace Unhearing (Portishell mix, édition limitée)     | Like Gods of the Sun              | 7:06  |
| 6.    | For You                                               | Like Gods of the Sun              | 6:37  |
| 7.    | Unreleased Bitterness (rare 7")                       | Unreleased Bitterness             | 7:42  |
| 8.    | Sear Me III                                           | The Light at the End of the World | 5:28  |
|       | Bonus vidéo                                           |                                   |       |
| 9.    | The Cry of Mankind                                    |                                   | 4:36  |
| 59:43 |                                                       |                                   |       |

## Meisterwerk 2
Albums de My Dying Bride
Meisterwerk 1
(1999) The Dreadful Hours
(2001)
Meisterwerk 2 est une compilation de My Dying Bride, sortie en juin 2001, sur le label Peaceville Records présentant, comme son album compagnon — Meisterwerk 1 — à la fois des pistes d'album et des enregistrements rares.

### Liste des titres
Toutes les chansons sont écrites et composées par My Dying Bride.
| 1.    | Sear Me MCMXCIII                                               | Turn Loose the Swans                      | 7:21 |
| 2.    | Follower                                                       | Édition japonaise de 34.788%... Complete  | 5:14 |
| 3.    | Vast Choirs                                                    | Towards the Sinister                      | 7:38 |
| 4.    | She Is the Dark                                                | The Light at the End of the World         | 8:27 |
| 5.    | Catching Feathers                                              | Towards the Sinister                      | 3:45 |
| 6.    | Two Winters Only                                               | The Angel and the Dark River              | 9:03 |
| 7.    | Your River                                                     | Turn Loose the Swans                      | 9:24 |
| 8.    | Some Velvet Morning (reprise de Nancy Sinatra / Lee Hazlewood) | Peaceville Records "X" compilation        | 5:59 |
| 9.    | Roads (reprise de Portishead)                                  | Peaceville Records "X" compilation        | 5:09 |
|       | Bonus vidéo                                                    |                                           |      |
| 10.   | For You                                                        | version intégrale de Like Gods of the Sun | 4:15 |
| 61:58 |                                                                |                                           |      |